# Table d'hôtes

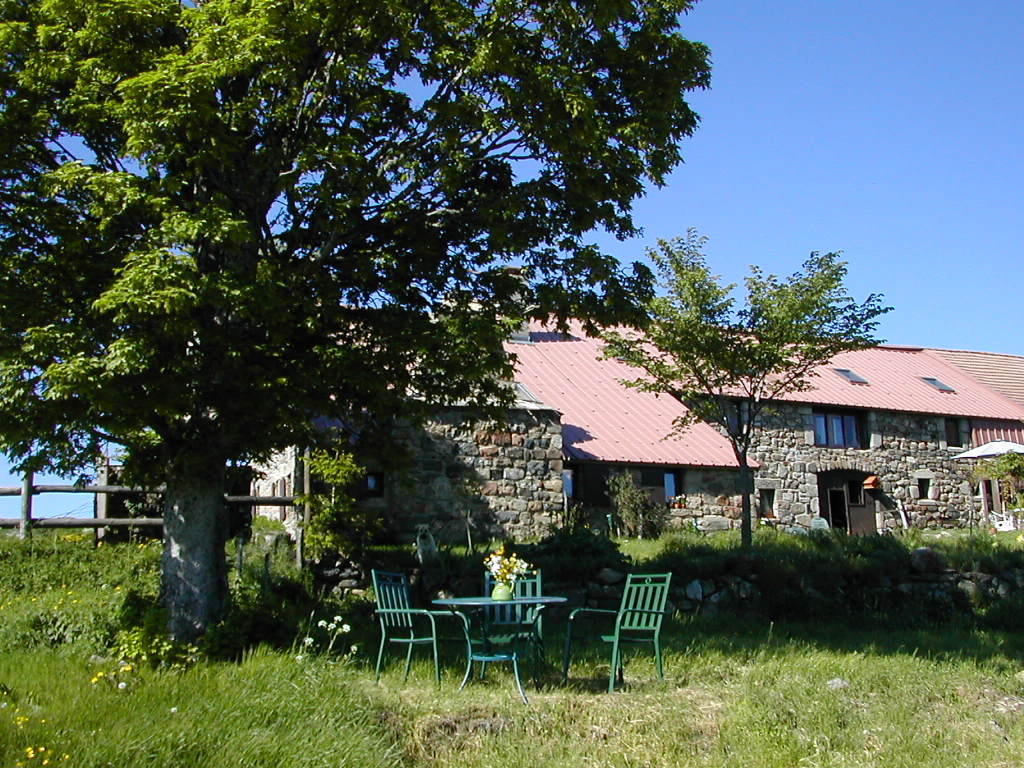
Chambres et table d'hôtes en Ardèche

La table d'hôtes est une prestation facultative proposée en chambre d'hôtes en sus de l'hébergement aux personnes qui dorment sur place. 

## Prestation
Quand les exploitants d'une chambre d'hôtes proposent un repas, ce sont généralement des plats composés d'ingrédients provenant principalement du terroir. Le repas est pris, généralement le soir, autour de la même table dans la cuisine ou la salle à manger familiale ou une salle spéciale, en compagnie du ou des propriétaires.
Il n'y a qu'un seul menu et le prix est forfaitaire. Il ne s'agit donc pas d'un restaurant. Il s'agit d'un moment convivial assimilé à un social dining, mais non assujetti à la même réglementation. Il est bien souvent l'occasion de parler de la région, des activités en usages et à découvrir dans les environs, parmi les thèmes abordés.

## Réglementation
Même si la table d'hôtes a un fort caractère familial, elle est tout de même assujettie à une réglementation pour ce qui concerne le service des boissons, l'hygiène alimentaire et la traçabilité des aliments servis.
La table d'hôtes en France n'est pas définie par la loi mais par la doctrine administrative et les usages. Cependant, une demande d'immatriculation au registre du commerce et des sociétés (RCS) est nécessaire ainsi qu'une licence petit restaurant ou licence restaurant, selon le type de boissons proposées. Le chapitre IV (art. 25) de la loi n° 2009-888 du 22 juillet 2009 dispense ainsi les exploitants de disposer une licence de type I pour les boissons non alcoolisées. Par contre, cette loi oblige les exploitants à suivre une formation sur le sujet.
En Wallonie (Belgique), le Code wallon du tourisme prévoit dans son article 1-19 que la table d'hôtes est une prestation réservée à la clientèle qui loge dans la chambre d'hôte, afin de ne pas confondre l'activité avec la restauration, et que le repas doit être « repas composés principalement de produits du terroir et servis à la table familiale du titulaire de l’autorisation ».
Au Québec, une table d'hôte est un établissement de restauration proposant un choix de menus.